# Acacia cangaiensis
Acacia cangaiensis là một loài thực vật có hoa trong họ Đậu. Loài này được Tindale & Kodela miêu tả khoa học đầu tiên.